# Belle Prairie City
Belle Prairie City – miasto w Stanach Zjednoczonych, w stanie Illinois, w hrabstwie Hamilton. Jedna z najmniejszych miejscowości (49 osób w 2023 r.) w stanie Illinois.